# عبدالله بن حمزه
عبدالله بن حمزه (۲۴ فوریهٔ ۱۱۶۶ – ۲۱ آوریل ۱۲۱۷) با عنوان المنصور بالله امام دولت زیدی یمن از ۱۱۸۷ تا ۱۲۱۷ میلادی بود. زیدیان طبرستان هم در آغاز قرن هفتم قمری امامت او را پذیرفتند.